# Coupe de Suisse de hockey sur glace 1964-1965
Navigation
1963-1964 1965-1966
La Coupe de Suisse de hockey sur glace 1964-1965 est la 9e édition de cette compétition de hockey sur glace organisée par la Fédération suisse de hockey sur glace. La Coupe a débuté le 21 octobre 1964 et s'est terminée le 24 février 1965 avec la victoire du CP Berne sur le Villars HC.

## Formule
La compétition se déroule en 8 tours. Les vainqueurs d'un tour se qualifient directement pour le suivant.

## Participants
| Ligue nationale A (LNA)      | Ligue nationale B (LNB) | Ligues inférieures  | Ligues inférieures       |
| ---------------------------- | ----------------------- | ------------------- | ------------------------ |
| CP Berne                     | HC Ambrì-Piotta         | EHC Aarau           | CP Lucerne               |
| Genève-Servette HC           | HC Bâle-Rotweiss        | HC Ascona           | Niederrohrdorf           |
| Grasshopper Club Zurich      | HC Bienne               | Baarer SC           | HC Olten                 |
| EHC Kloten                   | HC La Chaux-de-Fonds    | EHC Bassersdorf     | HC Petit-Huningue        |
| SC Langnau                   | CP Fleurier             | GDT Bellinzone      | HC Le Pont-Charbonnières |
| HC Neuchâtel Young Sprinters | HC Gottéron             | EHC Binnigen        | SC Rapperswil-Jona       |
| HC Viège (T)                 | SC Küsnacht (de)        | Breitlachen         | EHC Rheinfelden          |
| Villars HC                   | SC Langenthal           | HC Château-d'Œx     | EHC Riesbach             |
| Zürcher SC                   | Lausanne HC             | HC Crans-Montana    | EHC Rot-Blau Bern (de)   |
|                              | HC Lugano               | EHC Dübendorf       | HC Saint-Gall            |
|                              | HC Martigny             | EHC Effretikon (de) | HC Saint-Imier           |
|                              | HC Sierre               | Forward Morges HC   | HC Le Sentier            |
|                              | HC Sion                 | Glarner EHC         | HC Soleure               |
|                              |                         | Hasle-Rüegsau       | Star Lausanne HC         |
|                              |                         | Hedingen            | HC Steffisburg           |
|                              |                         | SC Herisau          | HC Uster                 |
|                              |                         | EHC Illnau (de)     | EHC Uzwil (de)           |
|                              |                         | Länggasse Berne     | Rot-Weiss Winterthour    |
|                              |                         | HC Le Locle         | HC Yverdon-les-Bains     |

## Nombre d'équipes par ligue et par tour
| Ligue/Manche                | Tour préliminaire | Premier tour | Deuxième tour | Troisième tour | Huitièmes de finale | Quarts de finale | Demi- finales | Finale |
| --------------------------- | ----------------- | ------------ | ------------- | -------------- | ------------------- | ---------------- | ------------- | ------ |
| LNA 9 clubs                 | Aucun             | Aucun        | 1             | 1              | 8                   | 5                | 4             | 2      |
| LNB 13 clubs                | Aucun             | 3            | 13            | 9              | 7                   | 3                | Aucun         | Aucun  |
| Ligues inférieures 38 clubs | 8                 | 29           | 18            | 6              | 1                   | Aucun            | Aucun         | Aucun  |
| Total                       | 8                 | 32           | 32            | 16             | 16                  | 8                | 4             | 2      |

## Résultats

### Tour préliminaire
| 21 octobre 1964 | HC Saint-Gall | 1-6 (1-2, 0-2, 0-2) | SC Herisau |  |

| 22 octobre 1964 | Glarner EHC | 1-2 | EHC Uzwil (de) |  |

| 22 octobre 1964 | HC Uster | 4-7 | Niederrohrdorf |  |

| 22 octobre 1964 | EHC Bassersdorf | 7-4 | Hedingen |  |

### Premier tour
| 24 octobre 1964 | HC Le Locle | ?-? | HC Saint-Imier |  |

| 24 octobre 1964 | HC Ascona | 2-5 (2-0, 0-4, 0-1) | CP Lucerne |  |

| 24 octobre 1964 | HC Yverdon-les-Bains | 1-12 | HC La Chaux-de-Fonds |  |

| 24 octobre 1964 | Breitlachen | 8-1 (4-1, 3-0, 1-0) | GDT Bellinzone |  |

| 24 octobre 1964 | HC Sierre | 12-3 (5-2, 2-1, 5-0) | HC Crans-Montana |  |

| 24 octobre 1964 | HC Sion | 11-2 (3-0, 6-1, 2-1) | HC Château-d'Œx |  |

| 24 octobre 1964 | EHC Illnau (de) | 5-6 (pr) | SC Herisau |  |

| 24 octobre 1964 | Niederrohrdorf | 5-1 (2-0, 1-0, 2-1) | EHC Bassersdorf |  |

| 24 octobre 1964 | EHC Rheinfelden | 3-4 | EHC Aarau |  |

| 24 octobre 1964 | EHC Riesbach | 4-3 | Baarer SC |  |

| 24 octobre 1964 | HC Le Pont-Charbonnières | 15-1 | Star Lausanne HC |  |

| 24 octobre 1964 | HC Steffisburg | 4-6 (1-0, 2-2, 1-4) | HC Soleure |  |

| 24 octobre 1964 | Länggasse Berne | 5-4 | Hasle-Rüegsau |  |

| 28 octobre 1964 | EHC Binnigen | 3-11 | HC Olten |  |

| 28 octobre 1964 | EHC Uzwil (de) | 11-5 | EHC Effretikon (de) |  |

| 30 octobre 1964 | Forward Morges HC | 7-2 (1-0, 5-2, 1-0) | HC Le Sentier |  |

### Deuxième tour
| 24 octobre 1964 | EHC Dübendorf | 1-4 | Rot-Weiss Winterthour |  |

| 24 octobre 1964 | EHC Riesbach | 1-3 | SC Rapperswil-Jona |  |

| 27 octobre 1964 | HC Le Locle | 2-14 (2-4, 0-7, 0-3) | HC Neuchâtel Young Sprinters |  |

| 28 octobre 1964 | CP Lucerne | 0-6 (0-1, 0-2, 0-3) | HC Ambrì-Piotta |  |

| 28 octobre 1964 | HC La Chaux-de-Fonds | 8-3 (2-3, 4-0, 2-0) | HC Bienne |  |

| 28 octobre 1964 | HC Sierre | 5-4 (pr) (2-1, 0-1, 2-2, 1-0) | Lausanne HC |  |

| 28 octobre 1964 | HC Sion | 3-6 (1-1, 0-2, 2-3) | HC Martigny |  |

| 28 octobre 1964 | SC Langenthal | 12-3 | EHC Rot-Blau Bern (de) |  |

| 29 octobre 1964 | HC Gottéron | 8-3 (5-2, 0-1, 3-0) | CP Fleurier |  |

| 29 octobre 1964 | Breitlachen | 3-4 (1-1, 1-3, 1-0) | HC Lugano |  |

| 29 octobre 1964 | EHC Aarau | 1-5 (0-1, 1-2, 0-2) | HC Bâle-Rotweiss |  |

| 31 octobre 1964 | EHC Uzwil (de) | 18-2 | Niederrohrdorf |  |

| 31 octobre 1964 | SC Herisau | 0-14 | SC Küsnacht (de) |  |

| 31 octobre 1964 | HC Olten | 4-3 (pr) | HC Petit-Huningue |  |

| 31 octobre 1964 | HC Soleure | 17-0 | Länggasse Berne |  |

| 2 novembre 1964 | Forward Morges HC | 1-6 (0-2, 0-3, 1-1) | HC Le Pont-Charbonnières |  |

### Troisième tour
| 31 octobre 1964 | HC La Chaux-de-Fonds | 6-2 (2-1, 3-1, 1-0) | HC Neuchâtel Young Sprinters |  |

| 31 octobre 1964 | HC Lugano | 5-4 (pr) (2-1, 2-1, 0-2, 1-0) | HC Ambrì-Piotta |  |

| 31 octobre 1964 | Rot-Weiss Winterthour | 3-5 | EHC Uzwil (de) |  |

| 1er novembre 1964 | SC Langenthal | 16-1 | HC Soleure |  |

| 3 novembre 1964 | HC Martigny | 10-2 (2-0, 2-1, 6-1) | HC Sierre |  |

| 3 novembre 1964 | HC Olten | 2-9 (1-3, 0-4, 1-2) | HC Bâle-Rotweiss |  |

| 3 novembre 1964 | SC Rapperswil-Jona | 1-3 (0-1, 1-0, 0-2) | SC Küsnacht (de) |  |

| 5 novembre 1964 | HC Gottéron | 12-4 (4-1, 4-1, 4-2) | HC Le Pont-Charbonnières |  |

### Huitièmes de finale
| 14 novembre 1964 | EHC Uzwil (de) | 2-8 (0-4, 1-3, 1-1) | Villars HC |  |

| 14 novembre 1964 | SC Langnau | 4-5 (pr) (1-1, 0-2, 3-1, 0-1) | Zürcher SC |  |

| 24 novembre 1964 | CP Berne | 4-1 (0-1, 3-0, 1-0) | Grasshopper Club Zurich |  |

| 25 novembre 1964 | Genève-Servette HC | 10-4 (3-2, 5-1, 2-1) | HC Bâle-Rotweiss |  |

| 26 novembre 1964 | SC Küsnacht (de) | 1-2 (0-0, 0-0, 1-2) | HC La Chaux-de-Fonds |  |

| 29 novembre 1964 | HC Martigny | 7-2 (2-0, 3-1, 2-1) | SC Langenthal |  |

| 1er décembre 1964 | HC Gottéron | 4-6 (3-2, 0-1, 1-3) | HC Viège (T) |  |

|  | HC Lugano | 5-0 Forfait | EHC Kloten |  |

### Quarts de finale
| 3 janvier 1965 | HC La Chaux-de-Fonds | 5-7 (3-4, 0-2, 2-1) | Zürcher SC |  |

| 6 janvier 1965 | Genève-Servette HC | 3-1 | HC Martigny |  |

| 6 janvier 1965 | HC Lugano | 3-4 (pr) (2-2, 0-1, 1-0, 0-1) | CP Berne |  |

| 20 janvier 1965 | Villars HC | 2-0 (1-0, 1-0, 0-0) | HC Viège (T) |  |

### Demi-finales
| 19 janvier 1965 | CP Berne | 9-2 (0-0, 3-1, 6-1) | Zürcher SC |  |

| 10 février 1965 | Genève-Servette HC | 0-3 (0-2, 0-0, 0-1) | Villars HC |  |

### Finale
| 24 février 1965 | CP Berne | 5-2 (3-1, 0-1, 2-0) | Villars HC | Kunsteisbahn Litterna, Viège |